# Pieljekaise Nationalpark
Pieljekaise er en nationalpark i Sverige. Den ligger ca. 10 km syd for Jäckvik i Arjeplogs kommun, Norrbottens län i Lappland. Parken er en stor birkeskov som minder om en urskov. I den sydlige del er der mange søer med en rig fiskebestand.
Vandrevejen Kungsleden går gennem parken, og der er et enkelt overnatningssted.